# Longsheng, Guangdong
Longsheng (kinesiska: 龙胜) är en köping i sydöstra Kina. Den ligger i Kaiping i staden Jiangmen i provinsen Guangdong,  omkring 110 kilometer sydväst om provinshuvudstaden Guangzhou. Antalet invånare är 26 161. Befolkningen består av 13 017 kvinnor och 13 144 män. Barn under 15 år utgör 19,0 %, vuxna 15-64 år 67 %, och äldre över 65 år 12,0 %.